# Skalice u Frýdku-Místku
Skalice u Frýdku-Místku (deutsch Skalitz; polnisch Skalica) ist ein ländlicher Ortsteil der Stadt Frýdek-Místek in Tschechien. Er liegt am Fluss Morávka, um 5 km südöstlich des Stadtzentrums, innerhalb der historischen Landschaft Teschener Schlesien, sowie der Lachei.

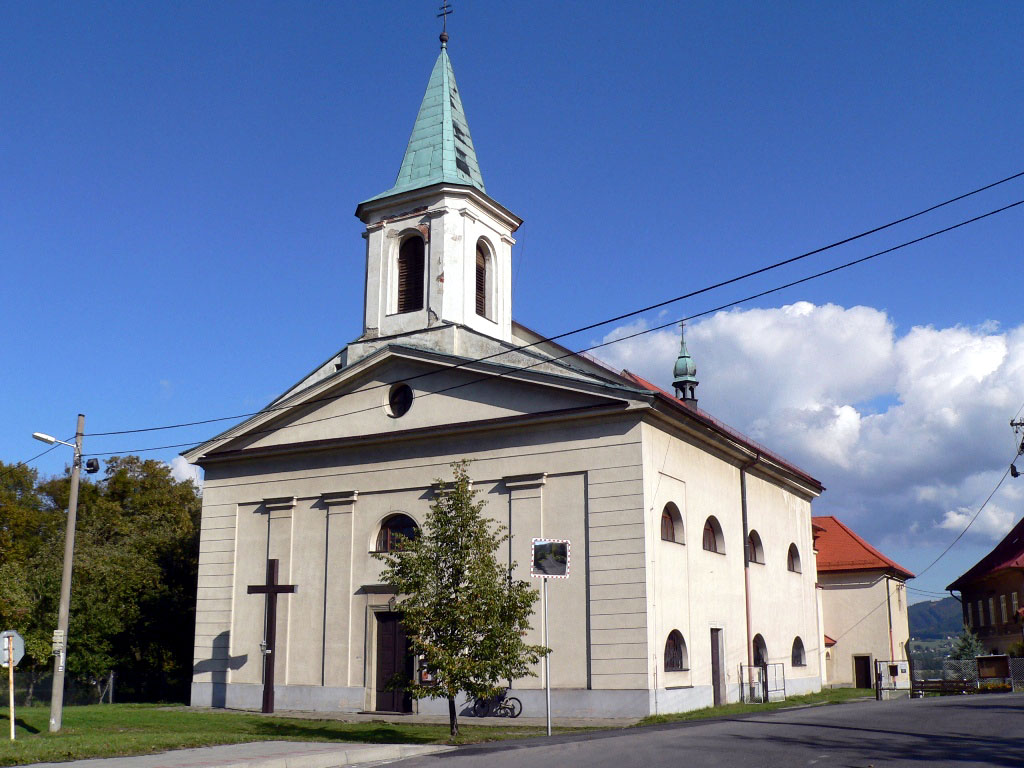
Kirche des hl. Martin

## Geschichte
Der Ort im 1290 gegründeten Herzogtum Teschen wurde circa 1305 im Liber fundationis episcopatus Vratislaviensis (Zehntregister des Bistums Breslau) unter ungefähr siebzehn neuen Dörfern als „Item in Scali(c)za“ erstmals urkundlich erwähnt. Die Zahl der Hufe war noch nicht im Zehntregister präzisiert. Der Name ist topographisch abgeleitet vom Wort skala (poln. skała, deutsch Fels(en)).
Das private Dorf teilte immer die Geschichte mit der Stadt Friedek, mit der es 1573 aus dem Herzogtum Teschen als die Freie Minderherrschaft Friedek ausgegliedert wurde.
Eine römisch-katholische Kirche im Dekanat Teschen wurde im Jahr 1617 errichtet (zu dieser Zeit war die Mehrheit der Kirchen im Teschener Schlesien in protestantischen Händen), an der Stelle einer Kapelle, zunächst als eine Filialkirche von Dobra (Zemica), erst ab der Zeit der Josephinischen Reformen unabhängig.
In der Beschreibung Teschener Schlesiens von Reginald Kneifl im Jahr 1804 hatte Skalitz 111 Häuser mit 667 Einwohnern schlesisch-mährischer Mundart. Nach der Aufhebung der Patrimonialherrschaften bildete es ab 1850 eine Gemeinde in Österreichisch-Schlesien, Gerichtsbezirk Friedek bis 1901 im Bezirk Teschen, dann im Bezirk Friedek. Das Dorf war überwiegend von tschechischsprachigen (Oberostrauer Mundart) Römisch-Katholiken bewohnt, die sich Lachen nannten.
Nach dem Zusammenbruch Österreich-Ungarns Ende 1918 wurde Skalice ein Teil der Tschechoslowakei. Ab 1939 im Protektorat Böhmen und Mähren. 1980 wurde es nach Frýdek-Místek eingemeindet.